# Taíde
Taíde is een plaats (freguesia) in de Portugese gemeente Póvoa de Lanhoso en telt 1569 inwoners (2001).

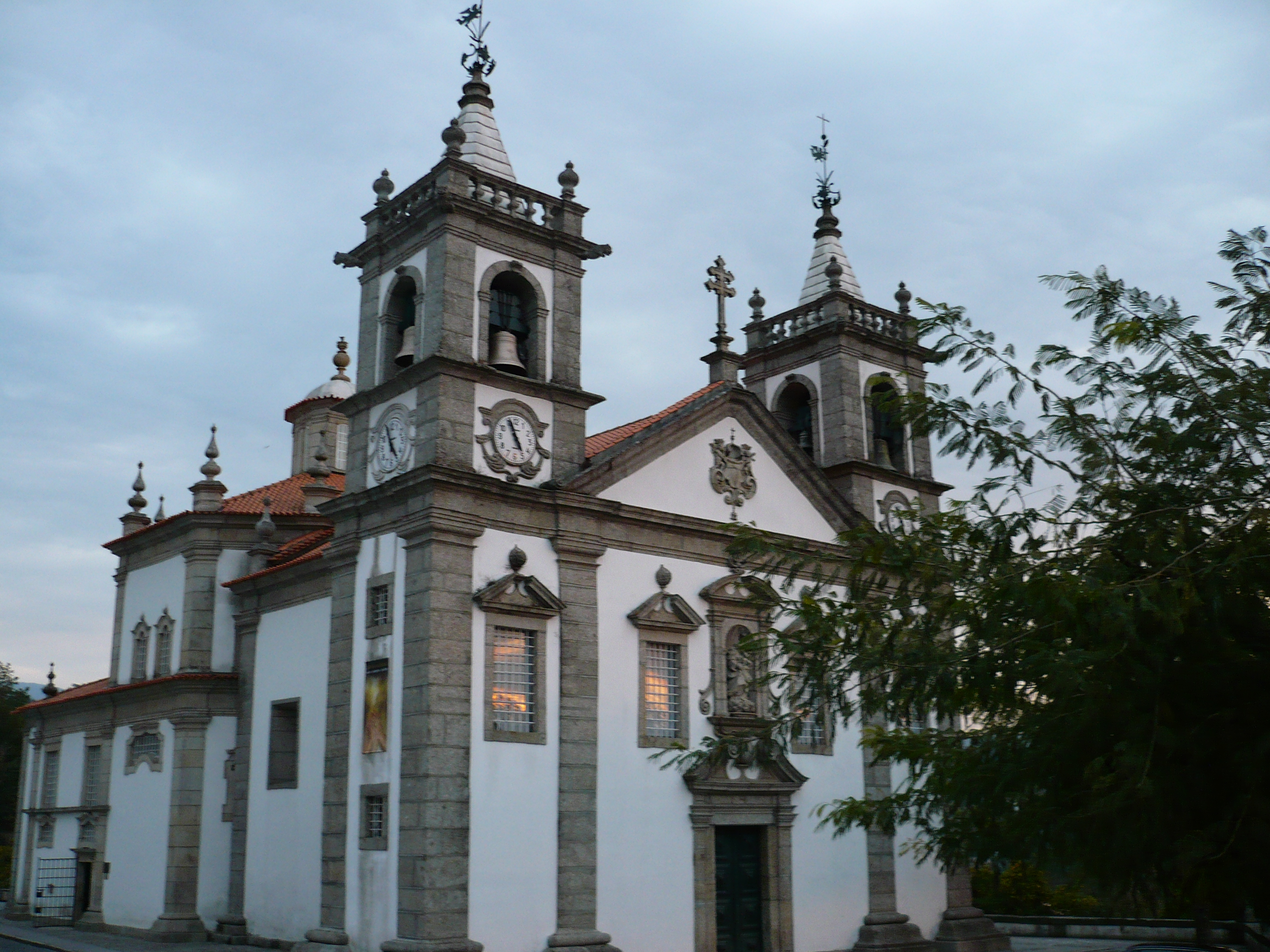
Santuário de Nossa Senhora do Porto de Ave (Taíde)

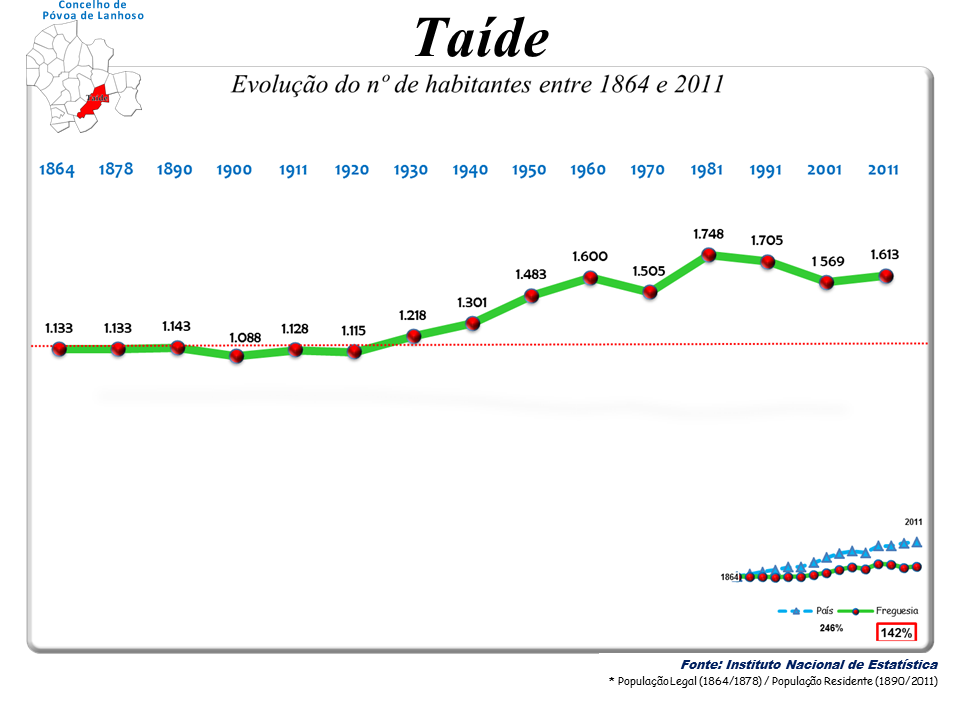
Bevolkingsontwikkeling tussen 1864 en 2011